# Bouée

Localització de Bouée

Bouée (en bretó Bozeg) és un municipi francès, situat a la regió de país del Loira, al departament de Loira Atlàntic, que històricament va formar part de la Bretanya. L'any 2006 tenia 807 habitants. Limita amb Cordemais, Malville, Savenay i Lavau-sur-Loire.

## Demografia
| 1962                                       | 1968 | 1975 | 1982 | 1990 | 1999 |
| ------------------------------------------ | ---- | ---- | ---- | ---- | ---- |
| 525                                        | 455  | 435  | 571  | 618  | 661  |
| Des de 1962: població sense dobles comptes |      |      |      |      |      |

## Administració
| Període   | Identitat        | Partit |
| --------- | ---------------- | ------ |
| 1959-1977 | Émile Begnaud    |        |
| 1977-1989 | Émile Viaud      |        |
| 1989-2001 | Alain David      |        |
| 2001-     | Claude Rousseaux |        |